# I. János liechtensteini herceg
I. János (Johann Baptist Josef Adam Johann Nepomuk Aloys Franz de Paula von und zu Liechtenstein; Bécs, 1760. június 26. – Bécs, 1836. április 20.) Liechtenstein hercege 1805 és 1836 között.

## Katonai pályája
I. Ferenc József liechtensteini herceg és Leopoldine von Sternberg hatodik gyermekeként született. Katonai pályára lépett és 22 évesen hadnagyként kezdte pályafutását egy vérteslovas-ezredben. Az osztrák–török háború (1787–1791) során gyorsan lépett előre a ranglétrán: őrnagy, alezredes, majd ezredes lett belőle. Kiváló lovastisztnek tartották és 1790-ben megkapta a Mária Terézia-rend lovagkeresztjét.
A francia forradalmi háborúk során 1793. szeptember 12-én János József kétezer lovassal haladt Flandriából dél felé, amikor hétezer francia gyalogos útját állta. Az Avesnes-le-Sec-i csatában az osztrák lovasroham elsöpörte a franciákat, kétezret vágtak le belőlük, másik kétezret és húsz ágyút elfogtak; eközben ők csak 69 főt veszítettek. 1794-ben vezérőrnaggyá léptették elő. Ugyanebben az évben részt vett a vesztes fleurusi csatában, az 1796-os würzburgi csatában pedig Sztáray Antal tábornok egyik gyalogos-lovas hadtestét vezette. A csata után kitüntették a Mária Terézia-rend parancsnoki fokozatával is. 

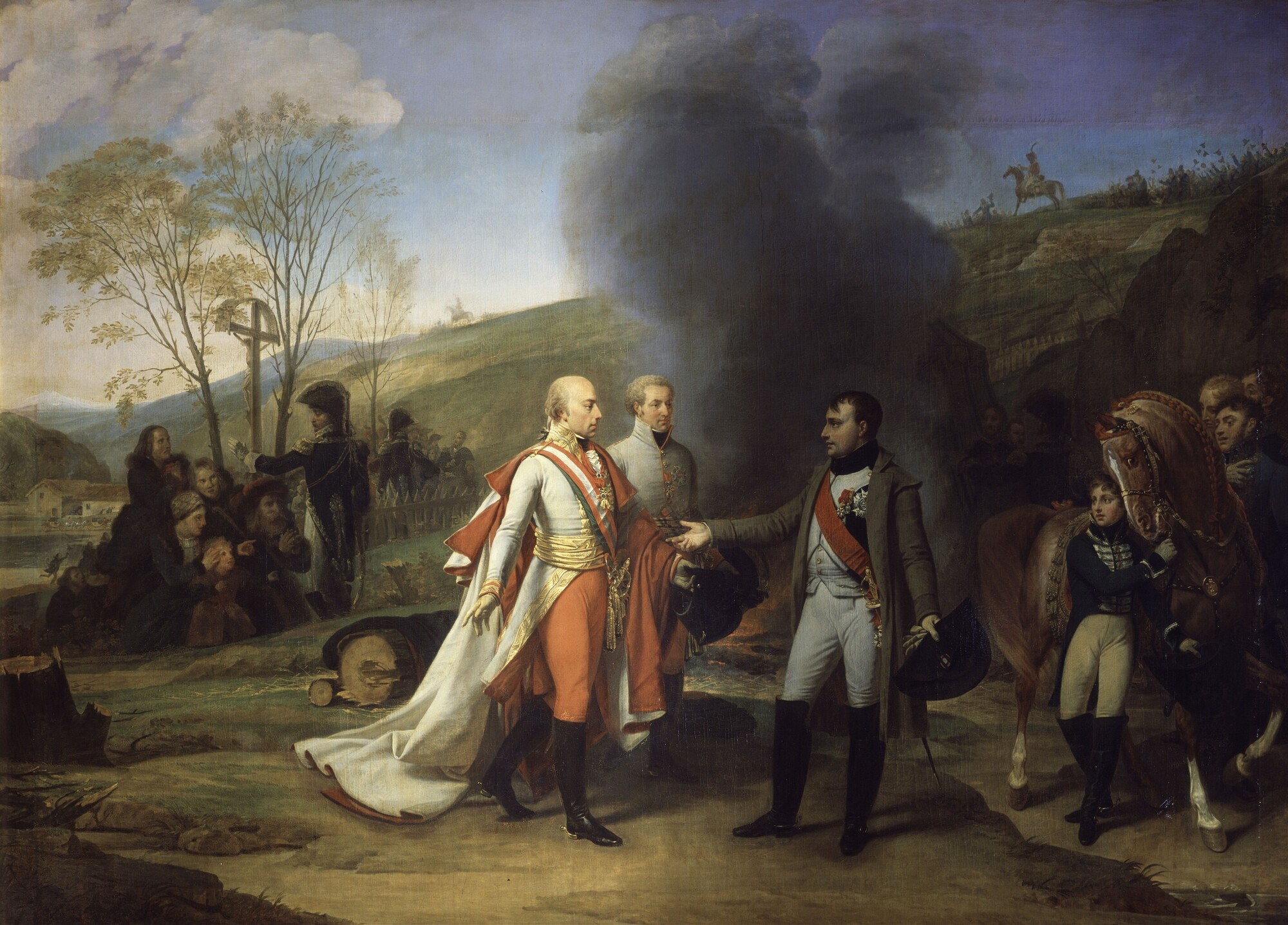
Napóleon és II. Ferenc az austerlitzi csata után. Középen Liechtenstein herceg (Antoine-Jean Gros képe, 1812)

A második koalíciós háborúban a trebbiai csatában a tartalék parancsnoka volt. 1799-ben kinevezték altábornaggyá (Feldmarschal-Leutnant) és még ugyanebben az évben nyolcezer katonával sikeresen megostromolta Cuneót. 1800. december 3-án a hohenlindeni csatában az ötezer fős lovasság parancsnoka volt. Az austerlitzi csatában az ötödik hadoszlop 4600 fős lovasságát vezette. Katonái eredményesen harcoltak, de Napóleon ettől függetlenül döntő győzelmet aratott. Liechtestein herceg ezután részt vett a béketárgyalásokon, ami után 1805-ben megkötötték a pozsonyi békét. 1806-ban felvették az Aranygyapjas rendbe, 1808-ban pedig előléptették lovassági tábornoknak.
Az ötödik koalíciós háborúban Károly főherceg hadseregének tartalékát parancsnokolta. 1809-ben részt vett a eckmühli, asperni és wagrami csatákban. A főherceg lemondása után az év végéig átvette a hadsereg főparancsnokságát és II. Ferenc 1809 szeptemberében kinevezte vezérőrnagynak. János József tagja volt a békét kérő tárgyalóbizottságnak, és ő is aláírta a schönbrunni békét. A hátrányos békeszerződés miatt sok kritikát kapott, amiért 1810-ben kilépett a hadseregből.

## Uralkodó hercegként
1805-ben meghalt János József bátyja, a gyermektelen I. Alajos, ő pedig megörökölte a Liechtsteini hercegséget és a családi birtokokat. 1806-ban Napóleon a hercegséget különálló államként beléptette az általa létrehozott Rajnai Szövetségbe. A francia császár bukása után a bécsi kongresszuson jóváhagyták a Liechtensteini hercegség önállóságát és tagja lett a Német Szövetségnek.
János József felvilágosult abszolutista stílusú uralkodó volt. Előrelátó reformokkal teljesen átszervezte a hercegség közigazgatását, fejlesztette a mezőgazdaságot és erdészetet. 1805-ben bevezette a kötelező közoktatást. 1818-ban korlátozott alkotmányt léptetett életbe. Angol stílusban épített parkjaival és kertjeivel divatot teremtett.
A herceg 1836. április 20-án halt meg Bécsben, 75 éves korában.

## Családja
János József 1792-ben feleségül vette Josefa zu Fürstenberg-Weitra tartománygrófnőt. Tizennégy gyermekük született: 
- Leopoldine Josepha Sophia Aemiliana (1793 – 1808)
- Karoline (1795 – 1795)
- Aloys Maria Josef Johann Baptista Joachim Philipp Nerius (1796–1858) Liechtenstein hercege
- Maria Sophie Josepha (1798 – 1869) feleségül ment Esterházy Vincéhez
- Maria Josepha (1800 – 1884)
- Franz de Paula Joachim Joseph (1802–1887), feleségül vette Ewa Józefina Julia Potocka grófnőt
- Karl Borromäus Johann Nepomuk Anton (1803–1871) feleségül vette Rosalie d'Hemricourt von Grünne grófnőt
- Klothilda Leopoldina Josepha (1804 – 1807)
- Henriette (1806 – 1886) feleségül ment Kethélyi Hunyady Józsefhez
- Friedrich Adalbert (1807 – 1885) feleségül vette Sophie Löwe operaénekest
- Eduard Franz Ludwig (1809–1864) feleségül vette Honoria Choloniowa-Choloniewska grófnőt
- August Ludwig Ignaz (1810 – 1824)
- Ida Leopoldine Sophia Maria Josepha Franziska (1811 – 1884) feleségül ment Karl Paar Freiherr von Hartberg-Krottensteinhez
- Rudolf Maria Franz Placidus (1816 – 1848)

## Emlékezete
Carrarai márványból faragott életnagyságú szobrát felállították a Hadvezérek csarnokában, a bécsi Hadtörténeti Múzeumban.
Egy mellszobra a Heldenberg emlékhelyen látható.

## Fordítás
- Ez a szócikk részben vagy egészben  a   Johann I Joseph, Prince of Liechtenstein című angol Wikipédia-szócikk ezen változatának fordításán alapul.  Az eredeti cikk szerkesztőit annak laptörténete sorolja fel. Ez a jelzés csupán a megfogalmazás eredetét és a szerzői jogokat jelzi, nem szolgál a cikkben szereplő információk forrásmegjelöléseként.

| Előző uralkodó: I. Alajos | Liechtenstein hercege 1805 - 1836 | Következő uralkodó: II. Alajos |